# Uniforme

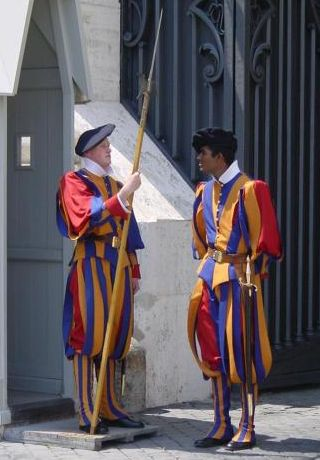
Una leggenda molto diffusa vuole che l’uniforme delle Guardie Svizzere sia stata disegnata da Michelangelo

Le uniformi (dette anche divise) sono una tipologia di abbigliamento generalmente utilizzato dai partecipanti di organizzazioni sociali di vario genere, nei momenti di partecipazione alle attività dell'associazione stessa.

## Storia
Molte civiltà del passato condividono l'utilizzo di uniformi da parte di gruppi religiosi e militari. Un esempio noto è quello dei soldati dell'Impero romano, che per primi furono portatori dei modelli di uniforme militare che introdussero in tutti i territori conquistati.
In età contemporanea le divise sono principalmente indossate dagli appartenenti a determinate categorie di lavoratori od organizzazioni sociali alle forze armate, forze di polizia, guardie di sicurezza privata, servizi di emergenza, dai partecipanti alle competizioni sportive, ad esempio il torneo di Wimbledon è noto anche per l'obbligo fatto ai tennisti di indossare divise bianche), e a volte sui posti di lavoro e nelle scuole. In alcuni paesi, anche i detenuti hanno l'obbligo di indossare un'uniforme.
Alcune uniformi di tipo militare sono usate nel softair o anche come semplice abbigliamento.

## Tipologie

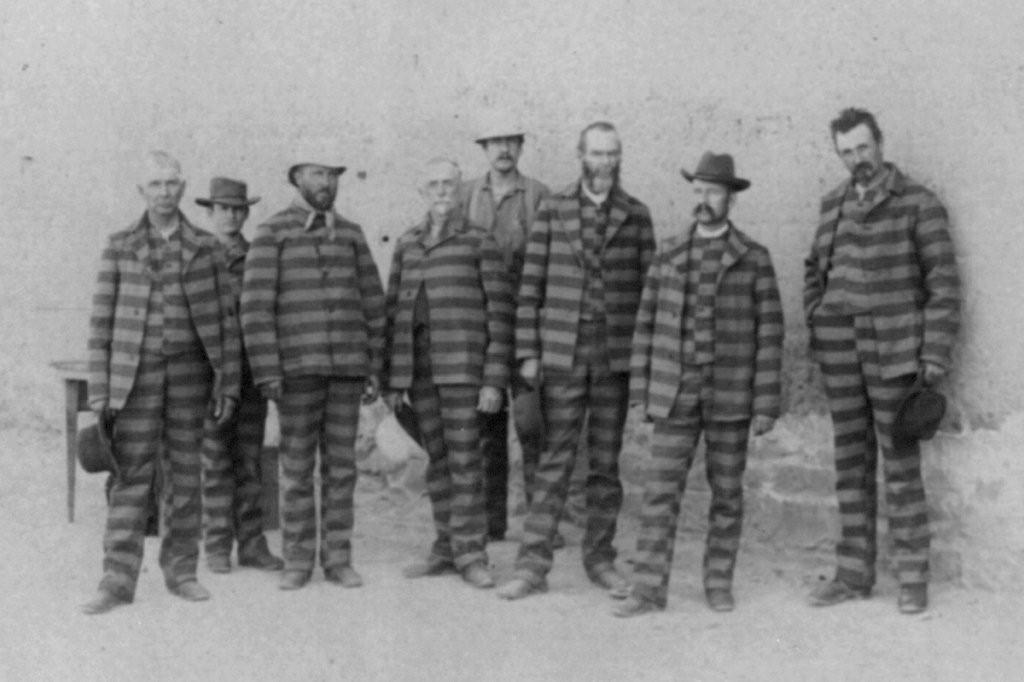
Prigionieri nel 1885 nello Utah con la classica divisa carceraria, divenuta iconica nel tempo.

### Uniforme carceraria
In alcuni paesi, i detenuti indossano delle uniformi, generalmente con colori brillanti e ben visibili. Queste, tra l'altro, hanno lo scopo di impedire alcuni movimenti (col fine di prevenire la fuga), e soprattutto di rendere gli uomini che le indossano facilmente riconoscibili in caso di evasione.
In passato, i detenuti statunitensi indossavano uniformi a righe bianche e nere (oggi sostituite dall'arancione): un'immagine che è divenuta simbolo del carcerato, soprattutto grazie alla diffusione della cinematografia hollywoodiana e delle vignette umoristiche. I detenuti inglesi indossavano in passato una divisa rappresentante una freccia, a significare proprietà della corona inglese.

### Uniforme militare
Una divisa militare è utilizzata dal personale militare delle forze armate di uno Stato.

### Uniforme sportiva
In quasi tutti gli sport, i professionisti utilizzano delle apposite uniformi, che consentano la possibilità di effettuare opportuni movimenti, e -nel caso degli sport di squadra- di riconoscere facilmente i propri compagni. Per gli sport più popolari, in particolar modo per il calcio, le uniformi degli atleti e delle squadre di professionisti sono a volte oggetto di merchandising. In alcuni casi le divise utilizzate in particolari competizioni vengono rivendute ai collezionisti per scopi benefici.

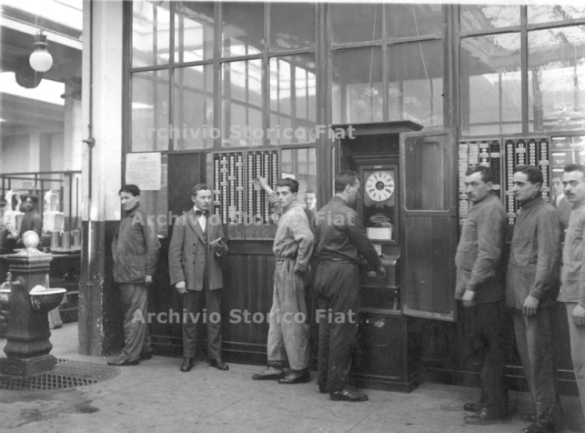
Operai della Fiat in divisa da lavoro (1916)

### Uniforme da lavoro
I lavoratori a volte indossano delle uniformi che li identifichino come appartenenti ad una specifica azienda. Ciò avviene spesso per i commessi dei negozi e dei supermercati, per alcuni uffici come quelli postali, per le compagnie aeree, per gli impiegati di alberghi e ristoranti, ad esempio i camerieri e i baristi. L'utilizzo di uniformi da parte di aziende private è in genere volto a dare un'immagine unitaria standard delle stesse.
Alcuni lavori impongono poi l'utilizzo di uniformi particolari, per fini pratici o di sicurezza: nelle fabbriche, ad esempio, si utilizzano tute per non sporcarsi e strumenti come le scarpe rinforzate per la tutela della salute del lavoratore. L'espressione tute blu è utilizzata in ambito giornalistico proprio per indicare tali lavoratori, contraddistinti dal loro abbigliamento.
Altro esempio di uniformi da lavoro sono quelle indossate dalle Forze dell'ordine come Polizia, Carabinieri, Vigili del fuoco, in quest'ultimo caso anche con funzione particolare protettiva.

### Uniforme diplomatica
È quella particolare foggia di vestire che la prassi internazionale prevede per gli agenti diplomatici nelle più solenni manifestazioni del procedimento protocollare internazionale. Ogni Stato è libero di stabilire se i propri Agenti all'estero siano tenuti a possedere e ad indossare la divisa diplomatica e, in caso positivo a definire, altresì nei suoi particolari l'uniforme stessa. Secondo l'ordinamento italiano, l'uniforme diplomatica è stata reinserita, con le opportune modifiche, dal DPR del 21 giugno 1948 n. 1125, pubblicato alla Gazzetta Ufficiale il 30 agosto 1948.
Gli elementi dell'uniforme sono: la marsina di panno turchino scuro, interamente chiusa, recante ricami in oro che variano secondo il grado gerarchico dell'Agente diplomatico; i calzoni della stessa stoffa con doppia banda ai lati; la feluca, con penne di struzzo bianche e la coccarda nazionale; la spada, con elsa in madreperla ed oro. L'attuale orientamento del cerimoniale tendente alla democratica semplificazione tende a far cadere in desuetudine l’uniforme diplomatica, pur rimanendo, peraltro, inseparabilmente legata alla storia della diplomazia moderna e idealmente caratterizzandola.

### Uniforme scolastica

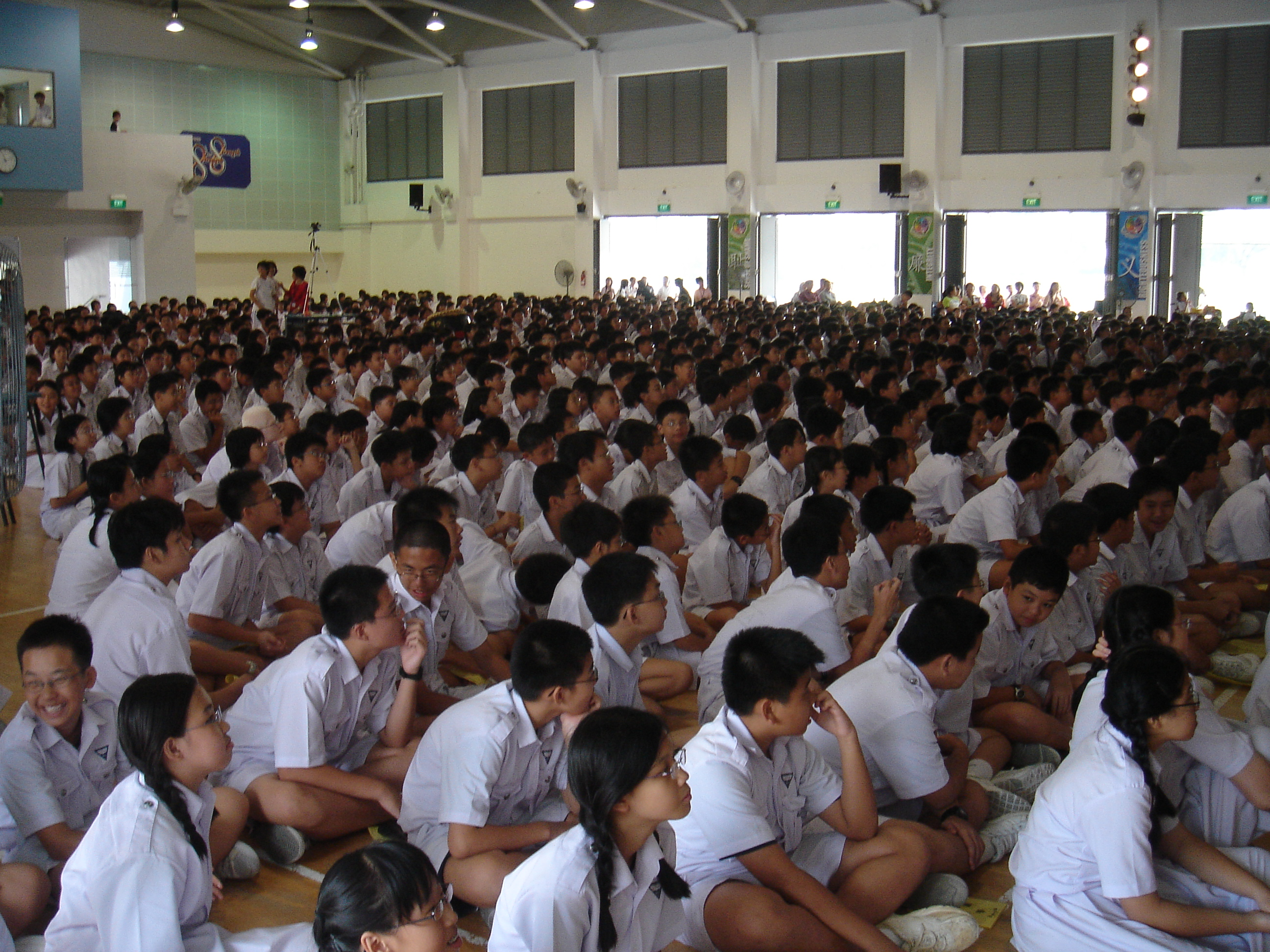
Centinaia di studenti in uniforme scolastico all’interno d’un comprensorio di Singapore

L'utilizzo di uniformi scolastiche è un'usanza britannica, un tempo diffusa anche nel resto d'Europa. Oggi, solo alcuni istituti scolastici del vecchio continente obbligano gli studenti ad indossare una divisa, mentre l'usanza è ancora ampiamente diffusa in alcune ex-colonie britanniche, in Cina, nella Corea del Nord, nella Corea del Sud e nel Giappone. In particolare, in India, in Irlanda e Australia. Lo scopo dell’uniforme scolastica è quello di caratterizzare gli studenti appartenenti allo stesso istituto, e contemporaneamente evitare che il vestiario individuale utilizzato possa rendere evidente l'appartenenza degli studenti stessi a classi sociali diverse.
Nelle scuole del primo e secondo grado di istruzione è ampiamente utilizzato il grembiule, utile per evitare che i bambini sporchino i vestiti con colori o giocando; tradizionalmente i grembiuli sono blu o azzurri per i maschi e rosa per le femmine, anche se taluni istituti, soprattutto privati, utilizzano grembiuli uguali per tutti.
Nella gran parte delle università occidentali, invece, e nelle istituzioni accademiche superiori, è tuttora in uso un abbigliamento ad hoc, generalmente indossato dai professori nelle cerimonie, il cui elemento caratterizzante è la toga.

### Uniforme scout
Robert Baden-Powell, il fondatore dello scautismo, elaborò i primi modelli di uniformi per il movimento.